# 동록

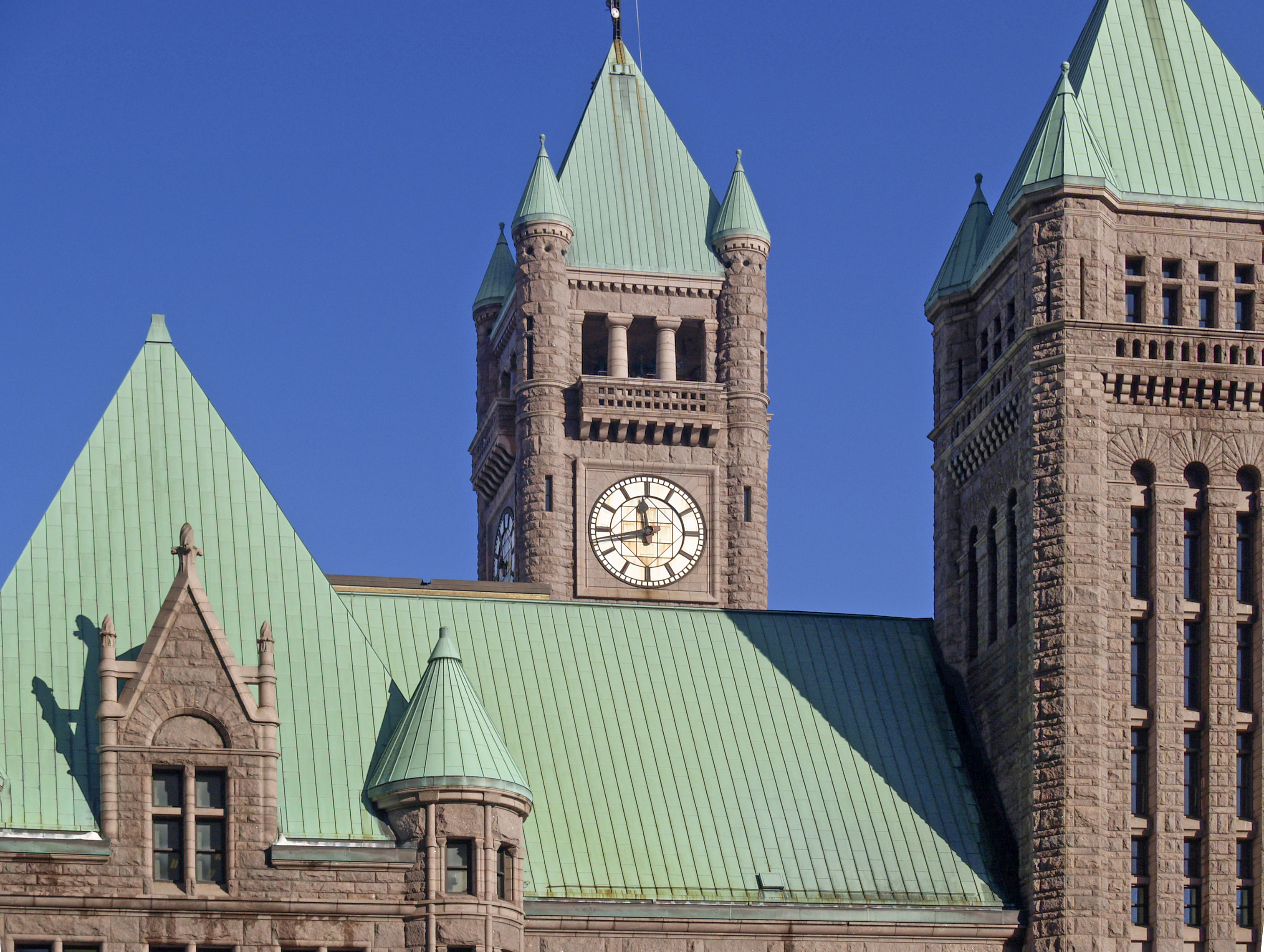
미니애폴리스 시청 구리지붕.

동록(銅綠, patina)은 구리 또는 구리합금의 표면에 형성되는 얇은 피막이다. 여기서 채취한 청록색 색소를 녹청이라고 한다.

## 같이 보기
- 와비·사비